# Новый Кокшан
Новый Кокшан (тат. Яңа Кокшан) — посёлок в Менделеевском районе Республики Татарстан. Входит в состав Монашевского сельского поселения.

## География
Расположен посреди леса на реке Кокшанка в 19 км к северу от Менделеевска и в 5 км к северо-востоку от села Монашево. Посёлок находится в эксклаве республики и окружён территорией Граховского района Удмуртии. 

## История
Основан в 1850 году как посёлок Кокшанского завода предпринимателей Ушковых. В дореволюционных источниках упоминается также как Стеклоделательный и химический завод (1859 г.), Кокшанский завод «Товарищества П.К.Ушкова и К°» (1905 г.).
Здесь был открыт основанный К.Я.Ушковым 28 сентября 1850 г. завод по производству хромпика, кислотоупорной керамики, медного и железного купороса. Во второй половине XIX в. он являлся одним из крупнейших химических предприятий России, а по производству хромпика – одним из мировых лидеров (продукция экспортировалась в Англию, Голландию, Пруссию и другие страны). Продукция завода неоднократно удостаивалась высоких наград на различных выставках: на Всероссийской промышленной выставке две медали от Департамента мануфактур (1853 г., Москва), на Всемирной выставке серебряная медаль (1867 г., Париж); золотые медали от Вольного экономического общества (1860–1861 гг.).
В 1850 г. Капитоном и Дмитрием Ушковыми был построен стекольный завод (производил зеленое стекло, а также бутыли различной величины и стеклянную посуду).
Также здесь функционировал канатный завод К.Я.Ушкова по выпуску снастей.
В 1893 г. вступил в строй завод керамических и кислотоупорных изделий и шамотного кирпича, производство которого наладил, а затем и возглавил приглашенный из Австрии специалист Адольф Бетгер.
Со временем на заводе стали вырабатывать огнеупорный кирпич, метлахскую плитку, изразцы и различные гончарные изделия. Метлахской плиткой, изготовленной в Кокшанском заводе, выложен пол в церквях и соборах всей Вятской губернии, Елабужском институте и Казанском университете, на Казанском вокзале в Москве, Венском вокзале в Австрии. На заводе было занято 800 постоянных рабочих и столько же временных.
Помимо работы на заводе, жители занимались земледелием, разведением скота, вязкой дров, синильным промыслом.
В начале XX в. здесь функционировали училище (построено в 1899 г. на средства П.К.Ушкова; в советское время в здании располагалась школа, затем – клуб; памятник архитектуры в «русском стиле» с элементами эклектики), библиотека (с 1911 г.; в 1915 г. ее фонд составлял 457 книг).

## Административная принадлежность
До 1921 г. село входило в Граховскую волость Елабужского уезда Вятской губернии. С 1921 г. в составе Елабужского, с 1928 г. – Челнинского кантонов ТАССР. С 10 августа 1930 г. – в Бондюжском, с 20 января 1931 г. – в Елабужском, с 10 февраля 1935 г. – в Бондюжском, с 1 февраля 1963 г. – в Елабужском, с 15 августа 1985 г. в Менделеевском районах.
Ныне входит в состав Монашевского сельского поселения.

## Население
| 1859 | 1887 | 1926 | 1938 | 1970 | 1979 | 1989 | 2002 | 2010 | 2017 |
| ---- | ---- | ---- | ---- | ---- | ---- | ---- | ---- | ---- | ---- |
| 337  | 469  | 791  | 720  | 412  | 206  | 111  | 92   | 88   | 102  |

Национальный состав: 2002 - татары (65%); 2017 - татары (80%), русские (17%). 

## Образование и культура
В годы Великой Отечественной войны в селе открыт детский дом для детей, оставшихся без родителей (в 1960-е гг. переведён в Елабугу). До 1957 г. в селе функционировала участковая больница, до 2009 г. – начальная школа. Действует клуб.